# Дифференциальное уравнение в частных производных
Дифференциа́льное уравне́ние в ча́стных произво́дных (частные случаи также известны как уравне́ния математи́ческой фи́зики, УМФ) — дифференциальное уравнение, содержащее неизвестные функции нескольких переменных и их частные производные.

## Введение
Рассмотрим сравнительно простое уравнение в частных производных:
{\displaystyle {\frac {\partial }{\partial y}}u(x,y)=0\,.}
Из этого соотношения следует, что значение функции {\displaystyle u(x,y)} не зависит от {\displaystyle y}. Мы можем положить её равной произвольной функции от {\displaystyle x}. Следовательно, общее решение уравнения следующее:
{\displaystyle u(x,y)=f(x),}
где {\displaystyle f(x)} — произвольная функция переменной {\displaystyle x}. Аналогичное обыкновенное дифференциальное уравнение имеет вид:
{\displaystyle {\frac {dv(x)}{dx}}=0}
и его решение
{\displaystyle v(x)=c,}
где c — произвольная константа (не зависящая от {\displaystyle x}). Эти два примера показывают, что общее решение обыкновенного дифференциального уравнения содержит произвольные константы, но общее решение дифференциального уравнения в частных производных содержит произвольные функции. Решение дифференциального уравнения в частных производных, вообще говоря, не единственно. В общем случае на границе рассматриваемой области задаются дополнительные условия. Например, решение выше рассмотренного уравнения (функция {\displaystyle f(x)}) определяется единственным образом, если {\displaystyle u} определена на линии {\displaystyle y=0}.

## История
Первое уравнение в частных производных историки обнаружили в статьях Эйлера по теории поверхностей, относящихся к 1734—1735 годам (опубликованы в 1740 году). В современных обозначениях оно имело вид:
{\displaystyle {\frac {\partial z}{\partial x}}=f(x,y)}
Начиная с 1743 года к работам Эйлера присоединился Д’Аламбер, открывший общее решение волнового уравнения для колебаний струны. В последующие годы Эйлер и Даламбер опубликовали ряд методов и приёмов для исследования и решения некоторых уравнений в частных производных. Эти работы ещё не создали сколько-нибудь завершённой теории.
Второй этап в развитии данной темы можно датировать 1770—1830 годами. К этому периоду относятся глубокие исследования Лагранжа, Коши и Якоби. Первые систематические исследования уравнений в частных производных начал проводить Фурье. Он применил новый метод к решению уравнения струны — метод разделения переменных, позднее получивший его имя.
Новый общий подход к теме, основанный на теории непрерывных групп преобразований, предложил в 1870-х годах Софус Ли.
В конце XIX века понятие дифференциального уравнения в частных производных было обобщено на случай бесконечного множества неизвестных переменных (уравнение в частных функциональных производных).
Задачи доказательств существования и нахождения решений систем нелинейных дифференциальных уравнений в частных производных
решаются с использованием теории гладких многообразий, дифференциальной
геометрии, коммутативной и гомологической алгебры. Эти методы применяются в физике при изучении лагранжева и гамильтонова формализма, исследовании высших симметрий и
законов сохранения.

## Классификация

### Размерность
Равна количеству независимых переменных. Должна быть не меньше 2 (при 1 получается обыкновенное дифференциальное уравнение).

### Линейность
Есть линейные и нелинейные уравнения. Линейное уравнение представимо в виде линейной комбинации производных от неизвестных функций. Коэффициенты при этом могут быть либо постоянными, либо известными функциями.
Линейные уравнения хорошо исследованы, за решение отдельных видов нелинейных уравнений назначены миллионные премии (задачи тысячелетия).

### Однородность
Уравнение является неоднородным, если есть слагаемое, не зависящее от неизвестных функций.

### Порядок
Порядок уравнения определяется максимальным порядком производной. Имеют значение порядки по всем переменным.

### Классификация линейных уравнений второго порядка
Линейные уравнения второго порядка в частных производных подразделяют на параболические, эллиптические и гиперболические.

#### Две независимые переменные
Линейное уравнение второго порядка, содержащее две независимые переменные, имеет вид:
{\displaystyle A{\frac {\partial ^{2}u}{\partial x^{2}}}+2B{\frac {\partial ^{2}u}{\partial x\partial y}}+C{\frac {\partial ^{2}u}{\partial y^{2}}}+...=0,}
где {\displaystyle A,\;B,\;C} — коэффициенты, зависящие от переменных {\displaystyle x} и {\displaystyle y}, а многоточие означает члены, зависящие от {\displaystyle x,\;y,\;u} и частных производных первого порядка: {\displaystyle {\partial u}/{\partial x}} и {\displaystyle {\partial u}/{\partial y}}. Это уравнение похоже на уравнение конического сечения:
{\displaystyle Ax^{2}+2Bxy+Cy^{2}+\cdots =0.}
Так же, как конические сечения разделяются на эллипсы, параболы и гиперболы, в зависимости от знака дискриминанта {\displaystyle D=B^{2}-AC}, классифицируются уравнения второго порядка в заданной точке:
1. {\displaystyle D=B^{2}-AC\,>0} — Гиперболическое уравнение,
2. {\displaystyle D=B^{2}-AC\,<0} — Эллиптическое уравнение,
3. {\displaystyle D=B^{2}-AC\,=0} — Параболическое уравнение (здесь предполагается, что в данной точке коэффициенты {\displaystyle A,\;B,\;C}не обращаются в нуль одновременно).

В случае, когда все коэффициенты {\displaystyle A,\;B,\;C} — постоянные, уравнение имеет один и тот же тип во всех точках плоскости переменных {\displaystyle x} и {\displaystyle y}. В случае, если коэффициенты {\displaystyle A,\;B,\;C} непрерывно зависят от {\displaystyle x} и {\displaystyle y}, множество точек, в которых данное уравнение относится к гиперболическому (эллиптическому) типу, образует на плоскости открытую область, называемую гиперболической (эллиптической), а множество точек, в которых уравнение относится к параболическому типу, замкнуто. Уравнение называется смешанным (смешанного типа), если в некоторых точках плоскости оно гиперболическое, а в некоторых — эллиптическое. В этом случае параболические точки, как правило, образуют линию, называемую линией смены типа или линией вырождения.

#### Более двух независимых переменных
В общем случае, когда уравнение второго порядка зависит от многих независимых переменных:
{\displaystyle \sum _{i=1}^{n}\sum _{j=1}^{n}a_{ij}(x_{1},\cdots ,x_{n}){\frac {\partial ^{2}u}{\partial x_{i}\partial x_{j}}}+F\left(x_{1},\cdots ,x_{n},u,{\frac {\partial u}{\partial x_{1}}},\cdots ,{\frac {\partial u}{\partial x_{n}}}\right)=0,}
оно может быть классифицировано
в заданной точке {\displaystyle M_{0}(x_{1}^{0},\cdots ,x_{n}^{0})} по аналогии с соответствующей квадратичной формой:
{\displaystyle \sum _{i=1}^{n}\sum _{j=1}^{n}a_{ij}(x_{1}^{0},\cdots ,x_{n}^{0})t_{i}t_{j}.}
Невырожденным линейным преобразованием
{\displaystyle s_{i}=\sum _{j=1}^{n}A_{ij}t_{j},i=1,2\cdots n,\det \left\|A_{ij}\right\|\neq 0}
квадратичная форма всегда может быть приведена к каноническому виду:
{\displaystyle \sum _{i=1}^{n}\lambda _{i}s_{i}^{2}.}
При этом согласно теореме инерции число положительных, отрицательных и равных нулю коэффициентов {\displaystyle \lambda _{i}} в каноническом виде квадратичной формы является инвариантом и не зависит от линейного преобразования. На основе этого и производится классификация (в точке {\displaystyle M_{0}}) рассматриваемого уравнения:
1. Если в точке {\displaystyle M_{0}} квадратичная форма в каноническом виде имеет все коэффициенты одного знака, то уравнение в этой точке называется уравнением эллиптического типа.
2. Если в точке {\displaystyle M_{0}} квадратичная форма в каноническом виде имеет коэффициенты различных знаков, но при этом все они отличны от {\displaystyle 0}, то уравнение в этой точке называется уравнением гиперболического типа.
3. Если в точке {\displaystyle M_{0}} квадратичная форма в каноническом виде имеет хотя бы один коэффициент равный {\displaystyle 0}, то уравнение в этой точке называется уравнением параболического типа.

В случае многих независимых переменных может быть проведена и более подробная классификация (необходимость которой в случае двух независимых переменных не возникает):
1. Гиперболический тип может быть дополнительно классифицирован на:
  1. Нормальный гиперболический тип, если один коэффициент одного знака, а остальные другого.
  2. Ультрагиперболический тип, если коэффициентов как одного знака так и другого более чем один.
2. Параболический тип может быть дополнительно классифицирован на:
  1. Эллиптически-параболический тип, если только один коэффициент равен нулю, а остальные имеют один знак.
  2. Гиперболически-параболический тип, если только один коэффициент равен нулю, а остальные имеют различные знаки. Аналогично гиперболическому типу он может быть разделён на:
    1. Нормальный гиперболически-параболический тип
    2. Ультрагиперболически-параболический тип

  3. Ультрапараболический тип, если более чем один коэффициент равен нулю. Здесь также возможна дальнейшая классификация в зависимости от знаков не равных нулю коэффициентов.

## Существование и единственность решения
Хотя ответ на вопрос о существовании и единственности решения обыкновенного дифференциального уравнения имеет вполне исчерпывающий ответ (теорема Пикара — Линделёфа), для уравнения в частных производных однозначного ответа на этот вопрос нет.
Существует общая теорема (теорема Коши — Ковалевской), которая утверждает, что задача Коши для любого уравнения в частных производных, аналитического относительно неизвестных функций и их производных имеет единственное аналитическое решение. Тем не менее, существуют примеры линейных уравнений в частных производных, коэффициенты которых имеют производные всех порядков и не имеющих решения (Леви, 1957). Даже если решение существует и единственно, оно может иметь нежелательные свойства.
Рассмотрим последовательность задач Коши (зависящую от {\displaystyle n}) для уравнения Лапласа:
{\displaystyle {\frac {\partial ^{2}u}{\partial x^{2}}}+{\frac {\partial ^{2}u}{\partial y^{2}}}=0,}
с начальными условиями:
{\displaystyle u(x,0)=0,}
{\displaystyle {\frac {\partial u}{\partial y}}(x,0)={\frac {\sin nx}{n}},}
где {\displaystyle n} — целое. Производная от функции {\displaystyle u} по переменной {\displaystyle y} равномерно стремится к {\displaystyle 0} по {\displaystyle x} при возрастании {\displaystyle n}, однако решением уравнения является
{\displaystyle u(x,y)={\frac {(\mathrm {sh} \,ny)(\sin nx)}{n^{2}}}.}
Решение стремится к бесконечности, если {\displaystyle nx} не кратно {\displaystyle \pi } для любого ненулевого значения {\displaystyle y}. Задача Коши для уравнения Лапласа называется плохо поставленной или некорректной, так как нет непрерывной зависимости решения от начальных данных.
Для систем нелинейных дифференциальных уравнений в частных производных доказательства существования решений и поиск многообразий всех решений проводятся с использованием теории гладких многообразий, дифференциальной геометрии, коммутативной и гомологической алгебры. Эти методы применяются в физике при изучении лагранжева и гамильтонова формализма, исследовании высших симметрий и законов сохранения.

## Примеры

### Одномерноеуравнение теплопроводности
Уравнение, описывающее распространение тепла в однородном стержне относится к параболическому типу и имеет вид
{\displaystyle {\frac {\partial u}{\partial t}}=\alpha ^{2}{\frac {\partial ^{2}u}{\partial x^{2}}}}
где {\displaystyle u(t,x)} — температура, и {\displaystyle \alpha } — положительная константа, описывающая скорость распространения тепла. Задача Коши ставится следующим образом:
{\displaystyle u(0,x)\,=f(x)},
где {\displaystyle f(x)} — произвольная функция.

### Уравнение колебания струны
- {\displaystyle {\frac {\partial ^{2}u}{\partial t^{2}}}=c^{2}{\frac {\partial ^{2}u}{\partial x^{2}}}}

Уравнение относится к гиперболическому типу. Здесь {\displaystyle u(t,x)} — смещение струны из положения равновесия, или избыточное давление воздуха в трубе, или магнитуда электромагнитного поля в трубе, а {\displaystyle c} — скорость распространения волны. Для того, чтобы сформулировать задачу Коши в начальный момент времени, следует задать смещение и скорость струны в начальный момент времени:
{\displaystyle u(0,x)=f(x),}
{\displaystyle {\dfrac {\partial u}{\partial t}}(0,x)=g(x),}

### Двумерноеуравнение Лапласа
Уравнение Лапласа для неизвестной функции двух переменных имеет вид:
- {\displaystyle {\frac {\partial ^{2}u}{\partial x^{2}}}+{\frac {\partial ^{2}u}{\partial y^{2}}}=0}

Уравнение эллиптического типа. Его решения называются гармоническими функциями.

#### Связь с аналитическими функциями
Вещественная и мнимая части любой голоморфной функции {\displaystyle f} комплексной переменной {\displaystyle z=x+iy} являются сопряжённо гармоническими функциями: они обе удовлетворяют уравнению Лапласа и их градиенты ортогональны. Если {\displaystyle f=u+iv}, то условия Коши-Римана утверждают следующее:
{\displaystyle {\frac {\partial u}{\partial x}}={\frac {\partial v}{\partial y}},\quad {\frac {\partial v}{\partial x}}=-{\frac {\partial u}{\partial y}},}
Складывая и вычитая уравнения друг из друга, получаем:
{\displaystyle {\frac {\partial ^{2}u}{\partial x^{2}}}+{\frac {\partial ^{2}u}{\partial y^{2}}}=0,\quad {\frac {\partial ^{2}v}{\partial x^{2}}}+{\frac {\partial ^{2}v}{\partial y^{2}}}=0.}
Также можно показать, что любая гармоническая функция является вещественной частью некоторой аналитической функции.

#### Граничные задачи
Граничные задачи ставятся следующим образом: найти функцию {\displaystyle u}, которая удовлетворяет уравнению Лапласа во всех внутренних точках области {\displaystyle S}, а на границе области {\displaystyle \partial S} — некоторому условию. В зависимости от вида условия различают следующие краевые задачи:
- {\displaystyle u|_{\partial S}=\psi (x,y),\quad x,y\in \partial S} — задача Дирихле
- {\displaystyle {\frac {\partial u}{\partial n}}{\big |}_{\partial S}=\psi (x,y),\quad x,y\in \partial S} — задача Неймана

## Решение уравнений математической физики
Существует два вида методов решения данного типа уравнений:
- аналитический, при котором результат выводится различными математическими преобразованиями;
- численный, при котором полученный результат соответствует действительному с заданной точностью, но который требует много рутинных вычислений и поэтому выполним только при помощи вычислительной техники (ЭВМ).

### Аналитическое решение
Аналитические решения уравнений математической физики можно получить различными способами. Например:
- Используя функцию Грина;
- Используя метод разделения переменных Фурье;
- С помощью теории потенциала;
- Используя формулу Кирхгофа.

Эти методы разработаны для различных типов уравнений и в некоторых простых случаях позволяют получить решение в виде некоторой формулы или сходящегося ряда, например для уравнения колебаний струны:
{\displaystyle \Delta u=a^{2}{\frac {\partial ^{2}u}{\partial t^{2}}}}
{\displaystyle u(x,t){\big |}_{x=0}=u(x,t){\big |}_{x=L}=0}
{\displaystyle u(x,t){\big |}_{t=0}=f(x),\ {\dfrac {\partial u}{\partial t}}(x,t){\big |}_{t=0}=g(x)}
аналитическое решение с помощью метода Фурье имеет вид:
{\displaystyle u(x,t)\,=\sum \limits _{n=0}^{\infty }\left[A_{n}\cos \left({\dfrac {a\pi n}{L}}t\right)+B_{n}\sin \left({\dfrac {a\pi n}{L}}t\right)\right]\sin \left({\dfrac {\pi nx}{L}}\right)}
{\displaystyle A_{n}={\dfrac {2}{L}}\int \limits _{0}^{L}f(x)\sin \left({\dfrac {\pi nx}{L}}\right)dx,\quad B_{n}={\dfrac {2}{n\pi a}}\int \limits _{0}^{L}g(x)\sin \left({\dfrac {\pi nx}{L}}\right)dx}

### Численное решение

Нахождение пятой точки по четырём известным

Поскольку нахождение аналитического решения даже простого уравнения в сложной области не всегда возможно, то было разработано множество методов решения уравнений математической физики. Некоторые из них основываются на аппроксимации дифференциального оператора некоторыми выражениями, другие сводят задачу к проекционной или вариационной и решают её, некоторые из часто используемых численных методов:
- Метод конечных разностей;
- Метод конечных элементов;
- Метод конечных объёмов.

У каждого из методов свои особенности и свои классы решаемых задач.
Например, решение методом конечных разностей уравнения колебаний может быть получено с использованием следующей разностной схемы:
{\displaystyle u_{i}^{j+1}={\tau ^{2}a^{2} \over h^{2}}\left(u_{i+1}^{j}-2u_{i}^{j}+u_{i-1}^{j}\right)+2u_{i}^{j}-u_{i}^{j-1}},
где {\displaystyle \tau } — шаг по времени, {\displaystyle h} — шаг по пространству.

## Слабые решения
Если дифференциальное уравнение в частных производных представлено в форме {\displaystyle Lu=f}, где {\displaystyle L} — дифференциальный оператор, {\displaystyle f} — некоторая заданная функция, то функция {\displaystyle u(x)} называется слабым решением этого уравнения, если для любой пробной функции {\displaystyle \varphi }, гладкой и с компактным носителем, выполняется
{\displaystyle \int uL^{*}\varphi \,dx=\int f\varphi \,dx}, где {\displaystyle L^{*}} — формально сопряжённый оператор.
- Вязкостное решение